# Varapodio
Varapodio (Marrapòdi in greco-calabro, Varapodi in calabrese) è un comune italiano di 2 037 abitanti della città metropolitana di Reggio Calabria in Calabria.

## Geografia fisica
Il paese si trova a un'altitudine di 231 metri sul livello del mare, nei pressi dello sbocco del torrente Calabrò nel fiume Marro alle propaggini settentrionali dell'Aspromonte, al confine della Piana di Gioia Tauro, il clima è temperato.

## Storia
Il paese sorse originariamente nell'attuale località "Il Salvatore" intorno all'anno 951. Il nome originario era "Marrapodi" (in greco: Μαραποδιον) mutato in Barapodi, Baropedium, Varapodi e infine Varapodio all'inizio dell'Ottocento. Intorno al 1600 iniziò il trasferimento dell'abitato nell'attuale sede, già occupata dal convento degli Agostiniani. Con decreto del 4 maggio 1811 (numero 922) il paese divenne comune autonomo.

### Simboli
azzurro. Ornamenti esteriori da Comune.»
Lo stemma comunale è privo di una concessione ufficiale. Il gonfalone è un drappo partito di bianco e di azzurro.

## Società

### Evoluzione demografica
Abitanti censiti

## Economia
L'economia è prevalentemente agricola (olio, agrumi, ortaggi, frutta) mentre l'industria è presente con opifici a prevalente conduzione familiare ed alcune fabbriche di trasformazione degli agrumi.

## Infrastrutture e trasporti
Vi si arriva dalla SP1dir e, provenendo dall'Autostrada A2, dagli svincoli di Gioia Tauro o Palmi.

## Amministrazione
| Periodo          | Periodo        | Primo cittadino    | Partito                                    | Carica  | Note |
| ---------------- | -------------- | ------------------ | ------------------------------------------ | ------- | ---- |
| 17 novembre 1996 | 13 maggio 2001 | Orlando Fazzolari  | lista civica                               | sindaco |      |
| 13 maggio 2001   | 29 maggio 2006 | Orlando Fazzolari  | lista civica di centro-destra              | sindaco |      |
| 29 maggio 2006   | 28 maggio 2007 | Orlando Fazzolari  | lista civica di centro-destra              | sindaco |      |
| 28 maggio 2007   | 7 maggio 2012  | Guglielmo Rositani | lista civica di centro-destra              | sindaco |      |
| 7 maggio 2012    | 11 giugno 2017 | Orlando Fazzolari  | lista civica Partecipazione e rinnovamento | sindaco |      |
| 11 giugno 2017   | in carica      | Orlando Fazzolari  | lista civica Per Varapodio                 | sindaco |      |

- Il comune è compreso nel Circondario di Palmi[5].

### Gemellaggi

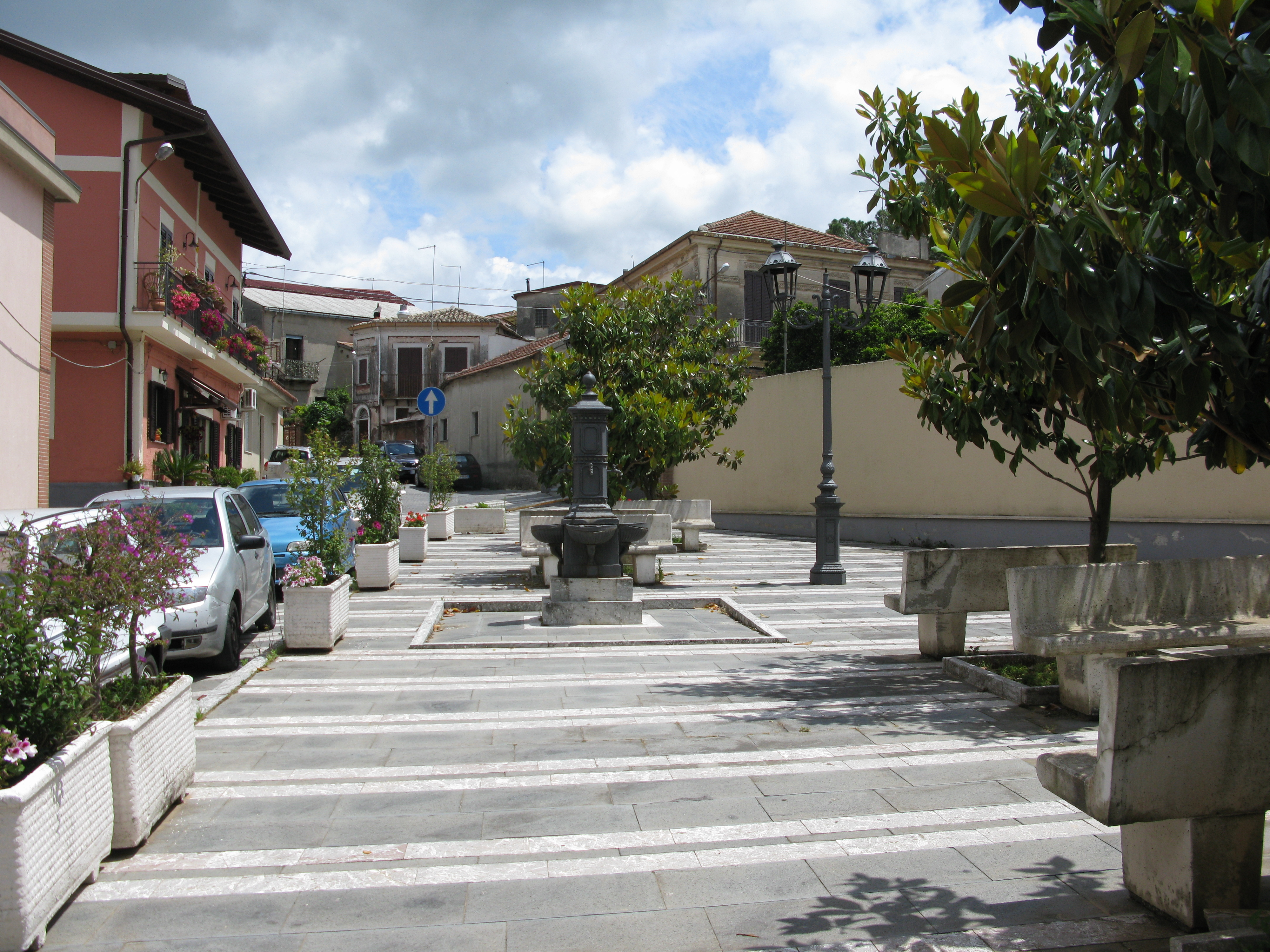
Piazza Caduti di Nassiriya

- Cobram

### Piazza Nassiriya
Giovedì 27 maggio 2010, si è svolta la cerimonia in onore dei militari caduti nelle missioni di pace. La cerimonia, promossa dal Comune di Varapodio, con la svelatura della lapide apposta in piazza, intitolata ai caduti di Nassiriya. 
Durante la manifestazione sono stati ricordati tutti i caduti nelle missioni di pace appartenenti ai corpi militari dell'Esercito, Marina Militare, Aeronautica e Carabinieri.